# Феррари (фильм)
«Феррари» (англ. Ferrari) — американская биографическая спортивная драма режиссёра Майкла Манна по сценарию Троя Кеннеди Мартина. Фильм основан на биографии 1991 года «Энцо Феррари: Человек, машины, гонки» спортивного журналиста Брока Йейтса, и повествует о личной жизни и профессиональной карьере Энцо Феррари в течение лета 1957 года.
Мировая премьера фильма состоялась 31 августа 2023 года на 80-м Венецианском кинофестивале. В широкий прокат в США он вышел 25 декабря 2023 года. Картина получила в целом положительные отзывы критиков и была названа Национальным советом кинокритиков США одним из 10 лучших фильмов 2023 года.

## Сюжет
Летом 1957 года итальянский предприниматель Энцо Феррари готовит свою гоночную команду к Mille Miglia — гонке на выносливость по открытой дороге, которая длится 1000 миль (1600 км). Феррари и его жена Лаура переживают семейный кризис, скорбят по единственному сыну и наследнику их бизнеса Дино, который умер за год до этого. Многолетняя любовница Феррари, Лина Ларди, давит на него, чтобы тот дал их внебрачному сыну, Пьеро, свою фамилию, так как приближается его конфирмация.
Тем временем, после революционной разработки болида «Формулы-1», производственная компания Феррари переживает тяжелый финансовый период. Не имея другого выхода, Ferrari вынуждена искать финансирование на стороне, чтобы продолжить бизнес. Однако Лаура владеет половиной акций Ferrari, и для того, чтобы продвинуться в сделке, Энцо должен убедить Лауру передать ему её половину. Лаура в качестве гарантии, что после передачи своей доли она не останется ни с чем, требует у Энцо чек на 500 тысяч долларов, обналичив который она может разорить компанию. Энцо уходит в раздумья.
На тренировочном треке погибает пилот Кастелотти, и взамен к команде Ferrari присоединяется новый гонщик Альфонсо де Портаго. Отпрыск богатой испанской семьи, герой светской хроники, любовник актрисы Линды Кристиан, Альфонсо показывает отличные результаты и вливается в команду.
Лаура, ведущая все финансовые дела компании, идёт в местный банк для того, чтобы получить деньги для невесты погибшего Кастелотти. Банкир проговаривается о неких неизвестных Лауре выплатах и упомянает собственность Энцо, о которой ей не известно. Лаура начинает подозревать неладное. Она идёт по следу и находит дом в пригороде Модены, где живут Лина и Пьеро. После грандиозного семейного скандала Энцо подписывает чек и передает его Лауре. Лаура передает ему доверенность на свои акции и одобряет предполагаемую сделку по привлечению финансирования. В прессу Энцо через прикормленных журналистов запускает слухи о переговорах с Ford.
Победа в Mille Miglia становится жизненно необходима Энцо, так как она может придать финансовый импульс для продажи большего количества машин и служить козырем в переговорах по финансированию. 
Гонка начинается в Брешии. Команда Феррари идёт впереди. В этот момент Энцо звонит владелец Fiat Джанни Аньели, прослышавший о сделке с Ford. Он предлагает Феррари заключить сделку по финансированию с ним, а не с Ford, причем на более выгодных условиях.
На одном из участков де Портаго отказывается менять шины, чтобы остаться в лидерах; позже из-за шипа на дороге у него лопается шина, и он теряет контроль над автомобилем, который вылетает с дороги и переворачивается, снося людей на пути. В результате происшествия, де Портаго, его штурман Эдмунд Нельсон, а также девять зрителей погибают. Другой пилот Ferrari, ветеран Таруффи, завершает круг до Брешии и выигрывает гонку. СМИ обвиняют Феррари в смертельной аварии де Портаго. Последней каплей является известие, что Лаура обналичила чек... Приехав домой, Энцо готов к самом страшному, однако Лаура сообщает ему, что чек обналичила, чтобы получить большую сумму наличных, которые ему очень пригодятся, чтобы дать много-много взяток журналистам, следователям и влиятельным людям и замять историю с гибелью де Портаго. Лаура остается без денег и без доли в компании, однако взамен требует, чтобы Энцо не давал Пьеро фамилию Феррари до самой её смерти. Энцо соглашается. Позже он приводит Пьеро на могилу Дино, чтобы мальчик узнал о сводном брате. Компания Ferrari вырывается в лидеры рынка. Никакой сделки с Ford не происходит, Энцо с самого начала её не хотел.
Фильм заканчивается кратким эпилогом, в котором рассказывается, что Лаура умерла в 1978 году, и только после этого Энцо дал Пьеро свою фамилию и разрешил ему работать в компании. После смерти отца Пьеро был выдвинут в вице-президенты компании, кем и остаётся по сей день как единственный наследник.

## В ролях
- Адам Драйвер — Энцо Феррари
- Пенелопа Крус — Лаура Феррари
- Шейлин Вудли — Лина Ларди
- Габриэль Леоне — Альфонсо де Портаго
- Сара Гадон — Линда Кристиан
- Джек О’Коннелл — Питер Коллинз
- Патрик Демпси — Пьеро Таруффи

## Производство
Впервые Майкл Манн начал изучать возможность создания фильма около 2000 года, обсудив проект с Сидни Поллаком. В августе 2015 года Кристиан Бэйл вёл переговоры о том, чтобы сняться в роли Феррари. Съёмки планировалось начать летом 2016 года в Италии. Бэйл покинул проект в январе 2016 года из-за необходимости набрать вес до начала производства. Проект застопорился до апреля 2017 года, когда Хью Джекман начал переговоры о том, чтобы исполнить роль Феррари, а Нуми Рапас — его жену. Проект снова застопорился до июня 2020 года. Манн и Джекман всё ещё были заняты в проекте, а Рапас покинула проект. Съёмки должны были начаться в апреле 2021 года.
В феврале 2022 года Джекман покинул фильм, а роль Феррари получил Адам Драйвер. К актёрскому составу также присоединились Пенелопа Крус и Шейлин Вудли. В июле к ним присоединились Габриэль Леоне, Сара Гадон, Джек О’Коннелл и Патрик Демпси. Пре-продакшн начался в апреле 2022 года, а съёмки должны были начаться в июле в Модене.
Съёмки начались 17 августа 2022 года, проходили в Италии и завершились в конце октября того же года.

## Премьера
Мировая премьера фильма состоялась 31 августа 2023 года на Венецианском кинофестивале, где картина претендует на «Золотого льва». «Феррари» получил разрешение от SAG-AFTRA на продвижение фильма актёрами, поскольку он является проектом независимой студии. На кинофестивале в Венеции фильм лично представил режиссёр Майкл Манн, а также актёры Адам Драйвер и Патрик Демпси. Кроме того на красной дорожке появился сын основателя компании Ferrari и её вице-президент Пьеро Феррари.
Выход в широкий прокат планировался на потоковом сервисе Showtime в США, но позже был отменён. Мировая премьера фильма состоялась 31 августа 2023 года на 80-м Венецианском кинофестивале. В широкий прокат в США он вышел 25 декабря 2023 года, а в России — 21 декабря. За первые выходные фильм стал лидером кинопроката в России и СНГ, собрав 75,4 млн рублей.

## Восприятие
На сайте Rotten Tomatoes фильм имеет рейтинг 74 % основанный на 129 отзывах, со средней оценкой 6.8/10.
Марлоу Стерн в рецензии для Rolling Stone высоко оценил игру Пенелопы Крус, написав: «В центре „Феррари“ Майкла Манна находится неудержимая сила. Она быстрая, яростная и дико непредсказуемая. В один момент вы находитесь в экстазе, в другой — опасаетесь за свою жизнь. А когда вы видите, что он заходит за поворот, это уже шторки. Даже не пытайтесь сопротивляться. Вы проиграете. Я говорю, конечно, о Пенелопе Крус».

## Номинации
| Премия                              | Год  | Категория                         | Номинант                                                                | Результат | Примечание |
| ----------------------------------- | ---- | --------------------------------- | ----------------------------------------------------------------------- | --------- | ---------- |
| Венецианский кинофестиваль          | 2023 | Золотой лев                       | Майкл Манн                                                              | Номинация | [ 21 ]     |
| Camerimage                          | 2023 | Золотая лягушка                   | Эрик Мессершмидт                                                        | Номинация |            |
| Национальный совет кинокритиков США | 2023 | Список лучших фильмов года        |                                                                         | Награда   |            |
| BAFTA                               | 2024 | Лучший звук                       | Анджело Бонанни, Тони Ламберти, Энди Нельсон, Ли Орлофф, Бернард Вайсер | Номинация |            |
| Премия Гильдии киноактёров США      | 2024 | Лучшая женская роль второго плана | Пенелопа Крус                                                           | Номинация |            |